# Zuzana Remeňová
Zuzana Remeňová (* 27. Juli 2000 in Dolný Kubín) ist eine slowakische Biathletin.

## Karriere
Zuzana Remeňová gab ihr internationales Debüt bei den Juniorenweltmeisterschaften 2018 im estnischen Otepää und belegte dort mit dem 25. Platz im Sprint ihr bestes Einzelergebnis. Nachdem sie 2019 an den Juniorenweltmeisterschaften im slowakischen Osrblie teilgenommen hatte, debütierte sie in der Saison 2019/20 ebenfalls in Osrblie im IBU-Cup und startete danach bei den Juniorenweltmeisterschaften 2020 im schweizerischen Lenzerheide. In der darauffolgenden Saison sollte sie bereits in Östersund beim Staffelrennen ihr Debüt im Weltcup geben. Aber die slowakische Mannschaft verzichtete kurzfristig auf den dortigen Start, sodass sie erst am 11. Dezember 2021 beim Staffelrennen in Hochfilzen ihr Weltcup-Debüt gab und mit der slowakischen Staffel den 16. Platz belegte. Ihren ersten individuellen Start im Weltcup absolvierte Zuzana Remeňová am 11. März 2022 beim Sprintrennen in Otepää.
Von der Slovenský zväz biatlonu (deutsch: „Slowakische Biathlon-Union“) wurde Zuzana Remeňová für die Biathlon-Weltmeisterschaften 2023 im deutschen Oberhof nominiert und belegte dort mit dem 24. Platz im Einzelwettbewerb ihr bestes Resultat. In der Saison 2023/24 nahm sie auch an der Biathlon-Weltmeisterschaften 2024 im tschechischen Nové Město na Moravě teil und konnte in der Saison auch erstmals Weltcup-Punkte sammeln, als sie am 1. März 2024 beim Einzelrennen in Oslo den 22. Platz belegte.

## Familie
Die in Hruštín lebende Zuzana Remeňová hat mit Mária eine Zwillingsschwester, welche ebenfalls als Biathletin aktiv ist.